# FC 디나모 사마르칸트
FC 디나모 사마르칸트(우즈베크어: Dinamo Samarqand futbol klubi)는 우즈베키스탄 사마르칸트의 축구 클럽이다.

## 선수 명단

### 현역
참고: FIFA 자격 규정에 따라 소속된 국가대표팀 국기를 표시합니다. 선수는 복수의 FIFA 비회원국 국적을 가지고 있을 수 있습니다.
| 번호 | 포지션 | 국적 | 이름            |
| ---- | ------ | ---- | --------------- |
| 7    | MF     | 가나 | 프란시스 나르   |
| 11   | MF     |      | 마르코스 케이크 |

| 번호 | 포지션 | 국적 | 이름 |
| ---- | ------ | ---- | ---- |

## 역대 감독
| 감독            | 임기   |
| --------------- | ------ |
| 바딤 아브라모프 | 2022 ~ |

틀:FC 디나모 사마르칸트 선수 명단